# Soja Jovanović
Pour les articles homonymes, voir Jovanović.
Soja Jovanović, né le 1er février 1922 à Belgrade et morte le 22 avril 2002 dans la même ville, est une réalisatrice et scénariste yougoslave.

## Biographie
Son père était chimiste de profession et sa mère était philosophe diplômée. Son grand-père paternel le photographe Milan Jovanović (sr) et son propre frère, le peintre Paja Jovanović, ont été une inspiration pour elle. Le fils de Milan était Dušan Jovanović Đukin (sr), un sculpteur serbe, et sa femme était l'actrice Nevenka Urbanova
Soja a fréquenté l'école primaire et secondaire en français et a également suivi des cours de piano et de ballet avec Maga Magazinović. Après des études au département théâtre de l'Académie de musique de Belgrade, son premier succès est la production théâtrale de la pièce de Branislav Nušić serbe : Сумњиво лице (Sumnjivo lice, litt. « Un individu suspect ») en 1948, pour laquelle Soja Jovanović reçoit un prix au Festival du théâtre yougoslave. Outre ses productions théâtrales, elle réalise un certain nombre de films, pour la plupart basés sur des comédies écrites par Branislav Nušić, Jovan Sterija Popović, Stevan Sremac et Branko Ćopić.
Son premier film est Sumnjivo lice (sh) en 1954 qu'elle réalise avec Predrag Dinulović. En 1957, elle réalise Le Pope Ćira et le Pope Spira (d'après un roman du même nom de Stevan Sremac), qui est le premier long métrage yougoslave tourné en couleur et pour lequel elle remporte l'Arène d'or du meilleur réalisateur au Festival du film de Pula en 1957. Elle a également réalisé une série de dramatiques radios et de pièces radiophoniques produits par la Radio-télévision de Belgrade jusqu'à sa retraite au début des années 1980.
Au Musée des Arts du Théâtre de Belgrade, une exposition consacrée à Soja Jovanović a été organisée en janvier 2023 et une rencontre artistique le 27 février 2023,.

## Filmographie
- 1954 : Sumnjivo lice (sh) (Сумњиво лице)
- 1957 : Le Pope Ćira et le Pope Spira (Поп Ћира и поп Спира, Pop Ćira i pop Spira)
- 1960 : Diližansa snova (sh) (Дилижанса снова)
- 1962 : Dr (Др)
- 1964 : Put oko sveta (sh) (Пут око света)
- 1966 : Orlovi rano lete (sh) (Орлови рано лете)
- 1968 : Pusti snovi (sh) (Пусти снови)
- 1969 : Silom otac (sh) (Силом отац)